# 機甲蘿莉

Gadget trial遊戲截圖

《機甲蘿莉》（一譯戰機少女，日語名）為工畫堂工作室製作的萌系兵器娘戰略遊戲，亦可視為一美少女遊戲，原圖為Ein所繪，主題曲GoGo Girl，作曲與填詞，主唱為廣橋涼與名塚佳織，遊戲於2006年7月21日發售。

## 劇情簡介
世界大戰後數十年，某國始研新型生化兵器，名為AEW（Adbanced Extripate Weapon)，以防禦大陸軍的入侵。生化兵器系統是結合人體與機械的一種系統，目前有白（White）及黑（Black）兩大系統相互競爭，最後會選擇使用勝方，而白軍五隻美少女組成的生化兵器部隊，將與黑軍系統戰鬥……

## 主要角色
EPN-001GF IZEN（配音：廣橋涼）
稱為IZEN，形式號碼為EPN-001GF IZEN。
活潑開朗的率直少女，時有驚人之語，貪吃，少佐常把她的失誤認為是太貪吃所致。
兵種：步兵、重裝步兵、醫護兵。
EPN-000GF NEI（配音：伊藤静）
稱為NEI，形式號碼為EPN-000GF NEI。
成熟穩重的御姐型角色。
兵種：戰車、偵查車、運輸車。
EPN-003GF YU-RI（配音：森永理科）
稱為YU-RI，形式號碼為EPN-003GF YU-RI
外表是一隻年幼的蘿莉，但常為求達到目的而不擇手段。
兵種：自走炮、防空炮、火箭炮。
EPN-002AF SOUKA（配音：新谷良子）
稱為SOUKA，形式號碼為EPN-002AF SOUKA。
White軍空軍部隊唯一成員，多做少說，為服務White軍而自豪，常與Izen吵架。
兵種：戰鬥機、轟炸機、運輸直升機。
EPN-004MF HISOKA（配音：名塚佳織）
稱為HISOKA，形式號碼為EPN-004MF HISOKA。
不多說話，亦不喜歡與人來往之無口娘。黑皮膚。
兵種：戰艦、潛水艇、運輸船
三原少佐（配音：杉田智和）
或稱少佐，為White軍指揮官。

## 外部連結
- （日語）Gadget Trial官方網頁 （页面存档备份，存于）